# Roudnička

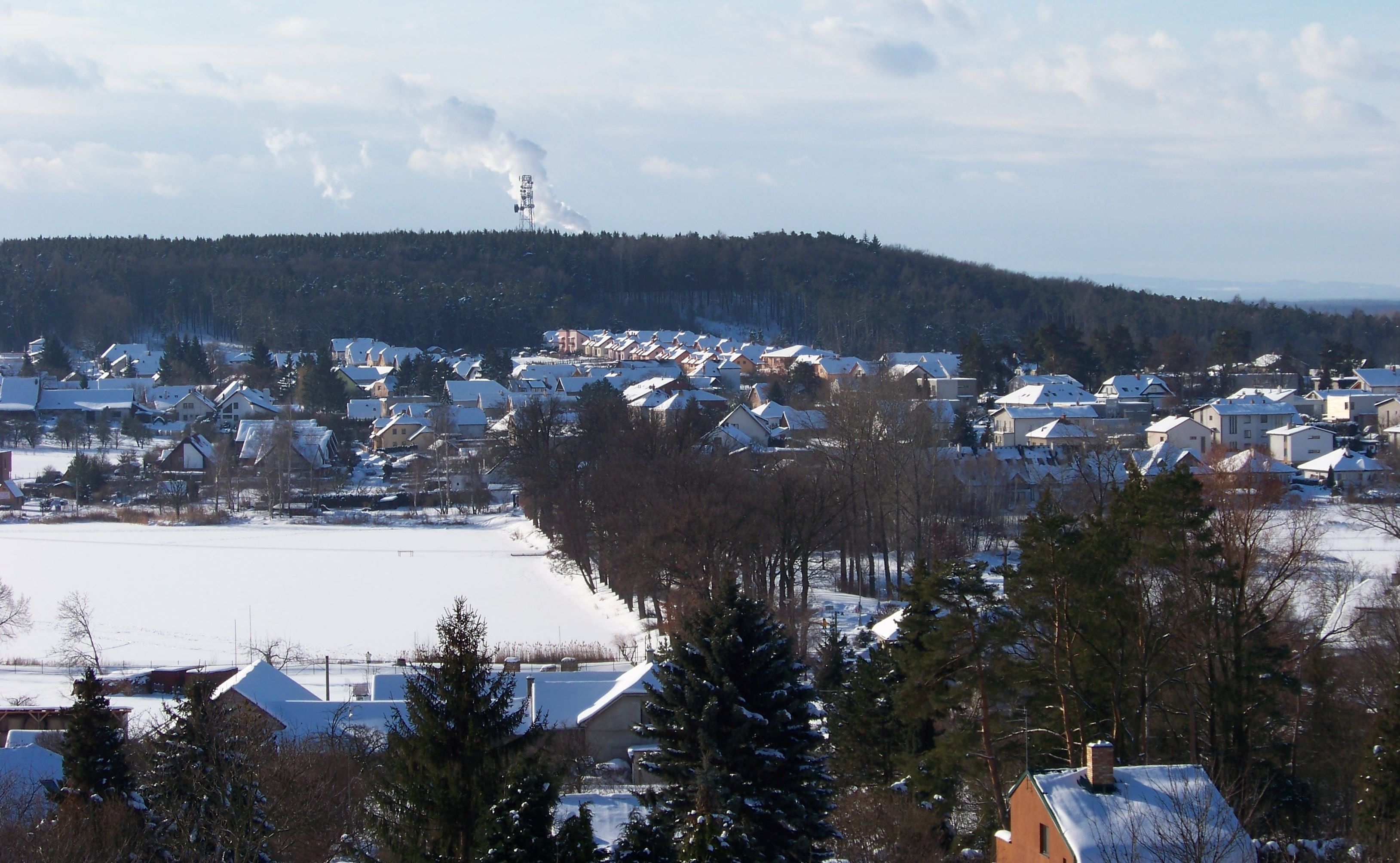
Blick vom Johannesberg auf Roudnička, im Hintergrund der Aussichtsturm Milíř

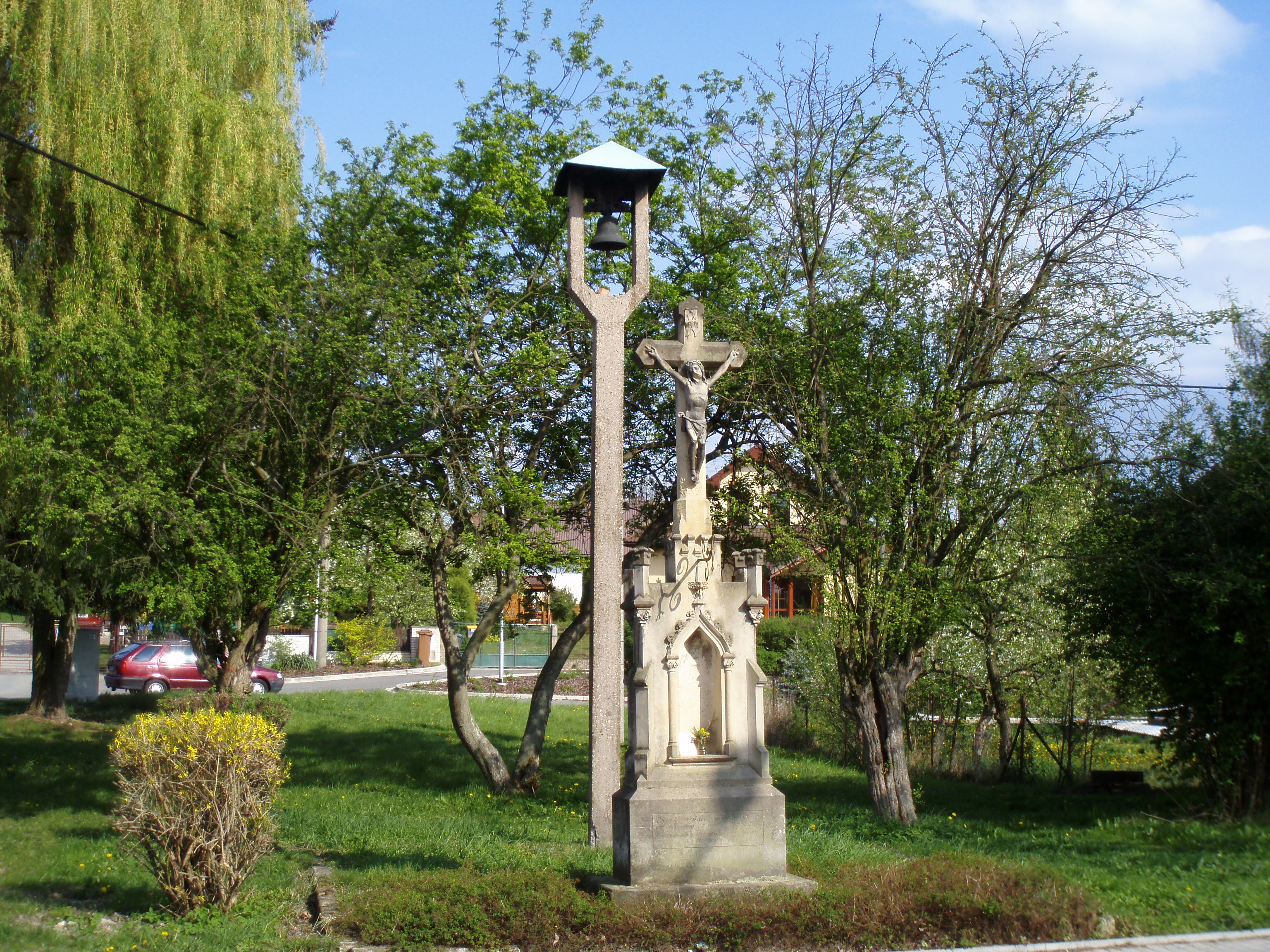
Bildstock und Dorfglocke in Roudnička

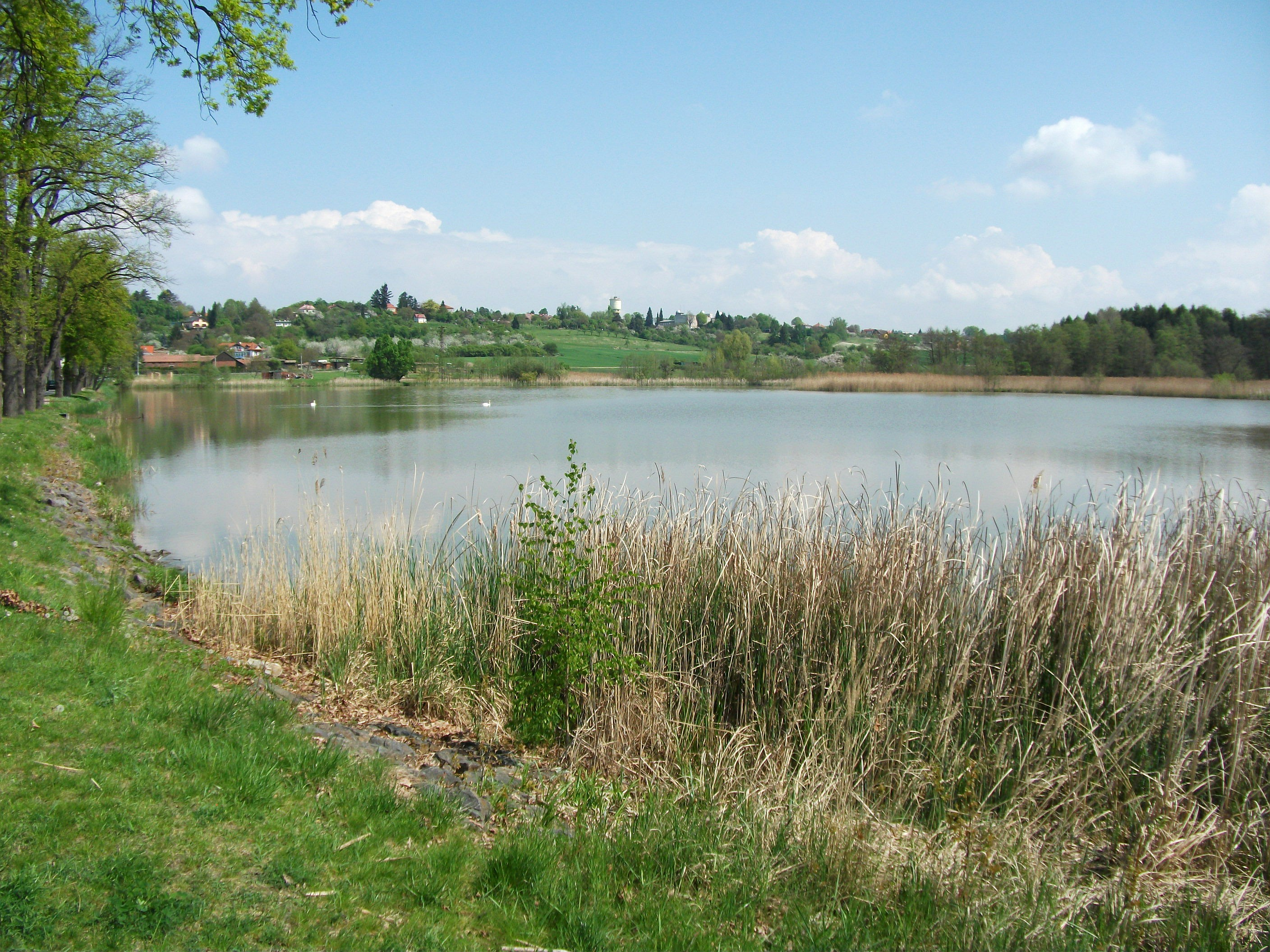
Teich Roudnička

Roudnička (deutsch Raudnitschka, 1939–45: Kleinraudnitz) ist ein Ortsteil der Stadt Hradec Králové  in Tschechien. Er liegt fünf Kilometer südlich des Stadtzentrums von Hradec Králové an dessen Stadtgrenze und gehört zum Okres Hradec Králové.

## Geographie
Roudnička befindet sich linkselbisch am Westabfall der Třebechovická tabule (Hohenbrucker Tafel). Im Norden erhebt sich der Kopec sv. Jana (Johannesberg, 273 m n.m.), südlich der Podzámčí (279 m n.m.) und der Milířský kopec (Lhota, 285 m n.m.). Am nördlichen Ortsausgang liegt die Talmulde des Baches Biřička, die in seinem Grund gelegenen Teiche Roudnička und Datlík sind als Naturdenkmal PP Roudnička a Datlík unter Schutz gestellt. Südwestlich des Dorfes – am Opatowitzer Elbwehr des Wasserkraftwerkes Březhrad – nimmt der Opatowitzer Kanal seinen Ursprung.
Nachbarorte sind Moravské Předměstí und Kopec Sv. Jana im Norden, Kluky und Nový Hradec Králové im Nordosten, Mazurova Chalupa und Bělečko im Osten, Kukleny, Hoděšovice, Koliba und Býšť im Südosten, Na Podlesí, Na Vinicí, Malá strana und Vysoká nad Labem im Süden, U Mosty, Opatovice nad Labem und Pohřebačka im Südwesten, Březhrad im Westen sowie Malý Březhrad, Plačice und Na Mlýnku im Nordwesten.

## Geschichte
Roudnička wurde wahrscheinlich zum Ende des 11. Jahrhunderts durch das Kloster Opatowitz gegründet. Der Ortsname ist ein Diminutiv von Roudnice und leitet sich vom alttschechischen Wort roudná (Erz) her, im Mittelalter gab es in der Umgebung einige Bergbauversuche. Auf dem Hügel Podzámčí wurde im Jahre 1080 die hölzerne Feste Vysoká erwähnt. Die letzte Nachricht über die Feste Vysoká stammt von 1237. Nachdem das Kloster 1421 von den Hussiten unter Diviš Bořek von Miletínek geplündert und niedergebrannt worden war, bemächtigte sich die Stadt Königgrätz des Dorfes.
Die erste schriftliche Erwähnung von Roudnička erfolgte am 4. April 1465, als König Georg von Podiebrad die Herrschaft Pardubitz einschließlich der ehemaligen Klosterdörfer Vysoká, Březhrad, Stěžery, Roudnička und dem Wald Krivec seinen Söhnen Viktorin, Heinrich und Hynek von Münsterberg überschrieb. 1469 ließ die Stadt Königgrätz die Biřička nördlich des Dorfes zum Teich Roudnička aufstauen. 1472 fiel die Herrschaft Pardubitz Heinrich von Münsterberg zu, er verkaufte sie 1491 an Wilhelm von Pernstein. 1513 wurde elbabwärts von Roudnička mit dem Bau des Opatowitzer Kanals begonnen und das Opatowitzer Wehr errichtet.
Nachdem die Königgrätzer Bürgerschaft auf Initiative von Lukáš Forman ansonsten Hostovský von Hostovice auf dem Kopec (Johannesberg) bei Třebeš eine Kirche zum Gedenken an Jan Hus, Hieronymus von Prag und andere böhmische Märtyrer erbaut hatte, baten die Untertanen aus Vysoká und Roudnička Johann von Pernstein um Zuweisung zur dortigen Pfarrei, da sie für den Besuch der Messen in Opatowitz jedes Mal die Elbe überqueren mussten. 1535 schloss Johann von Pernstein einen Vergleich mit der Königgrätzer Bürgerschaft und überschrieb der neuen Kirche Johannes des Täufers auf dem Johannesberg den bisher der Opatowitzer Kirche zugestandenen Zehnt und Abgaben aus beiden Dörfern. Jaroslav von Pernstein verkaufte die Herrschaft Pardubitz im Jahre 1560 an König Ferdinand I. In der nachfolgenden Zeit wurde Roudnička von der Herrschaft Pardubitz abgetrennt und der ebenfalls königlichen Herrschaft Königgrätz zugeschlagen. Während des Dreißigjährigen Krieges wurde das Dorf mehrmals ausgeplündert und verwüstet, so 1637 durch die Truppen des kaiserlichen Generals von Hatzfeldt; außerdem zogen 1639, 1643 und 1645 schwedische Truppen durch die Gegend. 1651 wurde das wüste Dorf in der Seelenliste nicht aufgeführt. Noch 1699 war Roudnička nicht wiederaufgebaut, so dass die Herrschaft Königgrätz den Abriss des Dorfes in Erwägung zog. Im 18. Jahrhundert wurde Roudnička schließlich wiederbesiedelt. 1773 standen in dem Dorf 20 Häuser. 1826 waren es 21 Häuser mit 184 Einwohnern.
Im Jahre 1836 bestand das im Königgrätzer Kreis gelegene Dorf Raudnička aus 22 Häusern, in denen 141 Personen lebten. Pfarrort war Neu-Königgrätz. Bis zur Mitte des 19. Jahrhunderts blieb Raudnička der k.k. Herrschaft Königgrätz untertänig.
Nach der Aufhebung der Patrimonialherrschaften bildete Roudnička ab 1849 mit dem Ortsteil Kluky eine Gemeinde im Gerichtsbezirk Königgrätz. 1857 lebten in den 27 Häusern von Roudnička 180 Menschen. Auf Erlass der k.k. Statthalters vom 9. Februar 1866 wurde Roudnička von Neu-Königgrätz nach Vysoká nad Labem umgeschult. Am 1. und 2. Juli 1866 lagerte ein Teil des k.k. Heeres vor der Schlacht bei Königgrätz auf den Feldern bei Roudnička. Der von den österreichischen, später auch den preußischen Truppen ausgeholzte Wald Borovina musste neu angepflanzt werden. Ab 1868 gehörte die Gemeinde zum Bezirk Königgrätz. Im Jahre 1880 war Roudnička auf 30 Häuser angewachsen und hatte 190 Einwohner. 1885 eröffnete eine Schänke. Die Stadtgemeinde Königgrätz ließ 1897 den wüsten Teich Roudnička wiederherstellen, der Damm wurde 1904 mit Eichen bepflanzt. Die Freiwillige Feuerwehr wurde 1905 gegründet. Der Teich auf dem Dorfplatz wurde 1909 unter Verwendung von Königgrätzer Festungsziegeln instand gesetzt. Beim Zensus von 1921 lebten in den 82 Häusern von Roudnička 589 Personen. 1922 wurde das Dorf elektrifiziert. Im Jahre 1924 löste sich Kluky von Roudnička los und bildete eine eigene Gemeinde. Am 4. Juli 1929 verursachte eine Windhose in der Gemeinde und den Wäldern schwere Schäden.
Am 1. Oktober 1950 wurde Roudnička in die Stadt Hradec Králové eingemeindet. Seit dem 17. Mai 1954 bildete Roudnička wieder eine eigene Gemeinde im Okres Hradec Králové-okolí, seit 1961 gehört sie zum Okres Hradec Králové. 1963 lebten in Roudnička 264 Personen. Am 1. Juli 1980 erfolgte die erneute Eingemeindung nach Hradce Králové. Am 3. März 1991 hatte der Ort 357 Einwohner; beim Zensus von 2001 lebten in den 184 Wohnhäusern von Roudnička 525 Personen.

## Ortsgliederung
Der Ortsteil Roudnička bildet einen Katastralbezirk.

## Sehenswürdigkeiten
- Bildstock und Glockentürmchen auf dem Dorfplatz
- Teiche Roudnička, Datlík und Cikán an der Biřička